# Софія Доротея Ганноверська
Софія Доротея Ганноверська (нім. Sophie Dorothea von Hannover; 16 березня 1687, Ганновер — 28 червня 1757 року, палац Монбіжу поблизу Берліна) — королева-консорт Пруссії, дочка короля Великої Британії Георга I, дружина короля Пруссії Фрідріха Вільгельма I і мати прусського короля Фрідріха II.

## Походження

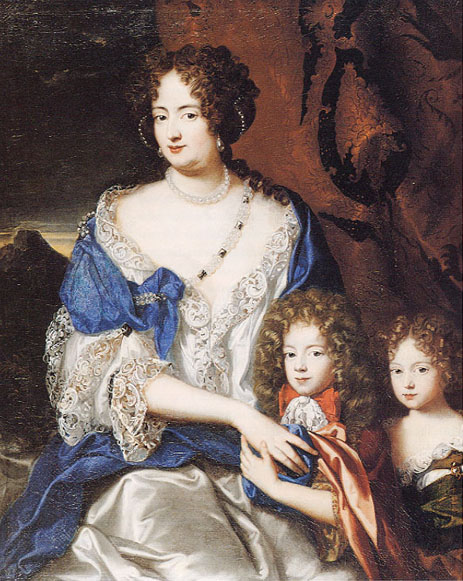
Софія Доротея з матір'ю і братом

Софія Доротея народилася 16 березня 1687 року в сім'ї курпринца Ганновера Георга Людвіга, який успадкував у 1714 році від своєї троюрідною тітки корону Великої Британії, і Софії Доротеї Брауншвейг-Целльскої; була єдиною дочкою, другою і останньою дитиною в сім'ї.
Будучи онукою курфюрста Ганновера, з народження Софія Доротея отримала право називатися Її світліша Високість принцеса Софія Доротея Ганноверська. Згідно з Актом про спадкування престолу 1701 року, на момент прийняття акту, вона займала четверте місце в порядку спадкування британського престолу після своєї бабусі, батька і брата.
Незабаром після народження дівчинки її батьки розійшлися, але розлучення не було. У 1694 році Софія Доротея Брауншвейг-Целльська була звинувачена в подружній зраді, шлюб був розірваний і матері було заборонено бачитися з дітьми. Цілком ймовірно ні Софія Доротея, ні Георг Август більше ніколи не бачили матір. Стосунки з єдиним братом у Софії Доротеї не складалися і в підсумку Георг Август зненавидів сестру.

## Кронпринцеса Пруссії
27 листопада 1706 роки Софія Доротея урочисто в'їхала в Берлін, а вже 28 листопада взяла шлюб зі своїм кузеном, кронпринцом Фрідріхом Вільгельмом Прусським, з яким була знайома з дитинства: він деякий час проживав при дворі їх спільної бабусі Софії Ганноверської, яка вважала правильним виховувати його разом з дітьми свого старшого сина. З перших днів знайомства Софія Доротея і Фрідріх Вільгельм не злюбили одне одного. Недолюблював кузена і Георг Август, і саме він, що став згодом королем Великої Британії Георгом II, одружився з Кароліною Бранденбург-Ансбахською, яку кохав Фрідріх Вільгельм. Софія Доротея відрізнялася від чоловіка всіма якостями, що згодом негативно позначилося на їхньому шлюбі. Фрідріх Вільгельм планував розлучитися ще у перший рік після одруження і, судячи з листів Софії Доротеї рідним, звинувачував її в небажанні бути з ним у шлюбі.

## Королева Пруссії
Софія Доротея стала королевою Пруссії в 1713 році, коли Фрідріх Вільгельм зійшов на прусський трон. За рік до цього Софія Фредеріка переїхала до своєї літньої резиденції — палацу Монбіжу. Після коронації сувора вдача Фрідріха Вільгельма, який ймовірно, страждав порфірією і багато пив, щоб заглушити біль, проявилася остаточно: він став тероризувати і бити дружину і дітей. Крім того, король звинуватив дружину в тому, що вона налаштовує дітей проти нього, і заборонив Софії Доротеї бачитися з ними в його відсутність. Заборона була зустрінута дітьми негативно і вони стали відвідувати матір таємно. Під час одного з таких відвідин Фрідріху і Вільгельміні довелося ховатися за меблями, коли в кімнату раптово увійшов батько. Найбільш теплі відносини у Софії Доротеї склалися з Фрідріхом, який був сильно прив'язаний до матері і пізніше важко переживав її смерть. Вона багато часу проводила в бібліотеці, де розмовляла з сином, а також знала про його план втечі з-під арешту батька в 1728 році. Після того, як Фрідріх був віддалений від двору і поміщений в Кюстшин-над-Одрою, Софія Доротея вела з ним постійне листування.
Софія Доротея, прагнучи зміцнити зв'язок з Великою Британією, спланувала подвійний шлюб своїх дітей з дітьми свого брата, британського короля Георга II: Фрідріх повинен був одружитися з принцесою Амелією, а Вільгельміна повинна була стати дружиною спадкоємця Георга II, Фредеріка Луїса. Однак проти першого шлюбу виступив чоловік Софії Доротеї, що згодом одружив сина з Єлизаветою Христиною Брауншвейзькою. Проти другого шлюбу виявилися обидва короля — і прусський, і британський, хоча Фредерік Луїс наполягав на шлюбі. Остаточний провал цих матримоніальних планів стався, коли Фрідріх Вільгельм зажадав від Георга II зробити принца регентом Ганновера.

## Останні роки і смерть
Софія Доротея овдовіла 31 травня 1740 року. Її улюблений син став королем Пруссії; сама стара королева остаточно перебралася до Монбіжу, де займалася улюбленим заняттям: азартні ігри, театр і філософські роздуми. Софія Доротея померла тут же 28 червня 1757 року. Король Фрідріх, незадовго до цього розбитий у Колінський битві, писав своїй сестрі Анні Амалії: "Дорога сестро, все нещастя обрушилися на мене разом. Напевно, небеса забрали нашу дорогоцінну матінку, щоб вона не бачила лих нашого дому… ".

## Особистість

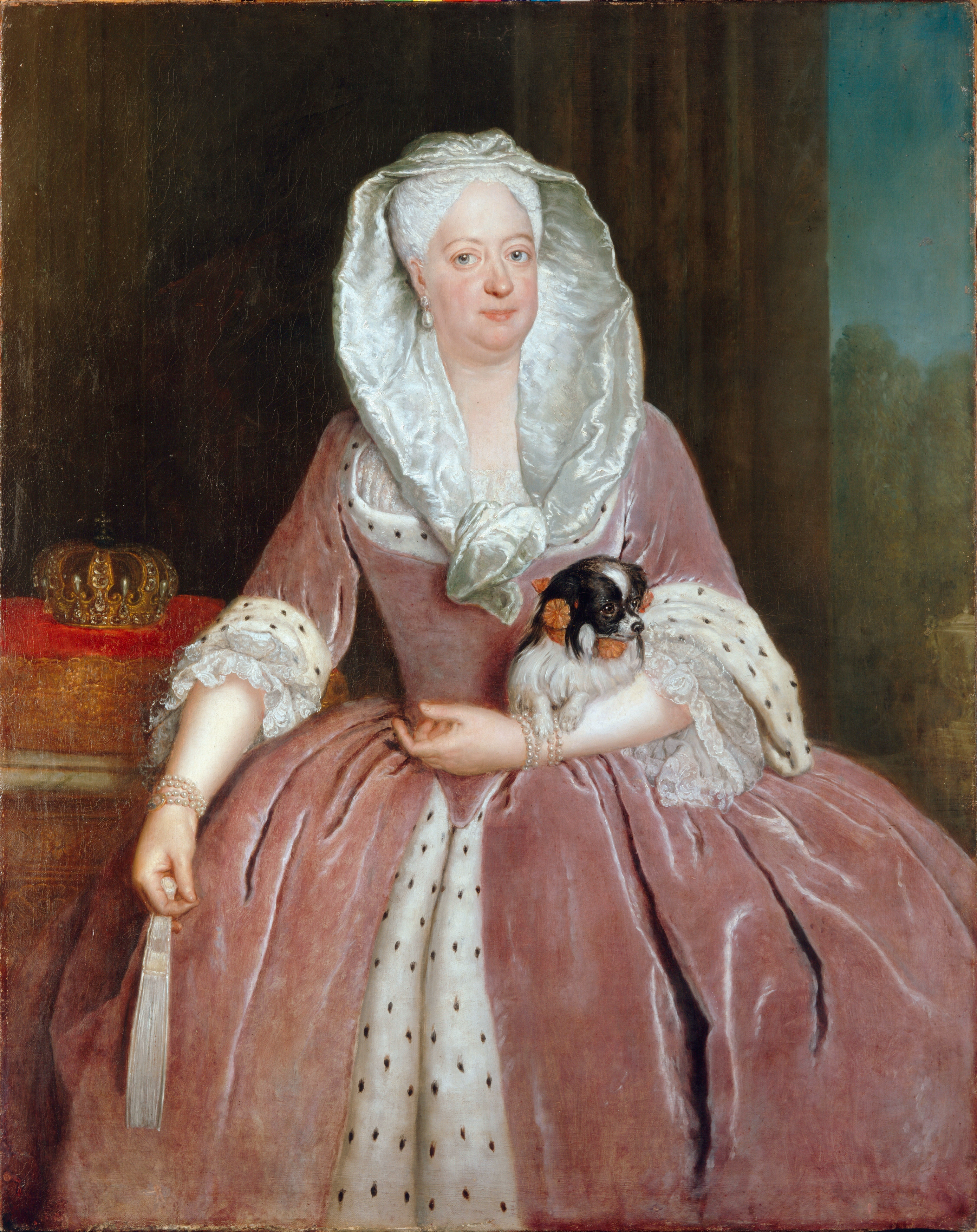
Софія Доротея Ганноверська

Софія Доротея захоплювалася мистецтвом, наукою, літературою і модою. За описом сучасників, в тому числі і дочки Вільгельміни Прусської, Софія Доротея ніколи не була красунею. Усипана віспою, вонаб однак, мала гарну фігуру, попри численні вагітності. Вона розглядалася як горда і амбітна, але її чоловік відмовився дати їй будь-яку владу, оскільки вважав, що жінки потрібні лише для продовження роду, інакше вони почнуть домінувати над чоловіками. За словами Вільгельміни «король-солдат» був несправедливий до Софії Доротеї. Фрідріх Вільгельм не поділяв інтересів дружини, вважаючи її любов до театру і азартних ігор легковажними. Він також не схвалював те, що Софія Доротея вела фактично незалежне від нього життя. Манера спілкування з дружиною у короля була незмінно грубою. На противагу чоловікові Софія Доротея завжди була добра до нього, що було вельми несподівано. У 1726 році королева успадкувала після смерті матері велику суму грошей, і король раптово перемінився до дружини. Зміна була сприйнята з підозрою: придворні вважали, що король хотів здобути її гроші. Коли гроші Софії Доротеї забрав її брат, король Георг II, Фрідріх Вільгельм повернувся до колишніх стосунків з дружиною, що тільки підтвердило його бажання розбагатіти.

## Родина
Чоловік — Фрідріх-Вільгельм I, король Пруссії
Діти :
- Фрідріх Людвіг (1707—1708);
- Фредеріка Софія Вільгельміна (1709—1758) — була одружена з маркграфом Бранденбург-Байрейта Фрідріхом III, від якого народила одну дитину — дочку Єлизавету Фридеріку Софію;
- Фрідріх Вільгельм (1710—1711);
- Фрідріх (1712—1786) — король Пруссії; був одружений з Єлизаветою Христиною Брауншвейзькою, донькою князя Брауншвейг-Вольфенбюттель-Бевернського Фердинанда Альбрехта II і Антуанетти Амалії Брауншвейг-Вольфенбюттельською ; дітей не мав;
- Шарлотта Альбертіна (1713—1714);
- Фредеріка Луїза (1714—1784) — була одружена з маркграфом Бранденбург-Ансбаха Карлом Вільгельмом Фрідріхом, мала сина Карла Александра, останнього маркграфа Брандебургського;
- Філіппіна Шарлотта (1716—1801) — була одружена з герцогом Брауншвейг-Вольфенбюттеля Карлом I, від якого народила 13 дітей;
- Людвіг Карл Вільгельм (1717—1719);
- Софія Доротея Марія (1719—1765) — була одружена з маркграфом Бранденбург-Шведським Фрідріхом Вільгельмом, від якого народила 5 дітей, серед яких мати російської імператриці Марії Федорівни;
- Луїза Ульріка (1720—1782) — була одружена з королем Швеції Адольфом Фредеріком, від якого народила 4 дітей, двоє з яких стали королями Швеції;
- Август Вільгельм (1722—1758) — був одружений двічі: вперше з Луїзою Амалією Брауншвейг-Вольфенбюттельською, донькою князя Брауншвейг-Вольфенбюттель-Бевернського Фердинанда Альбрехта II та Антуанетти Амалії Брауншвейг-Вольфенбюттельської, від якої мав чотирьох дітей, серед яких прусський король Фрідріх Вільгельм II; розлучився з дружиною і вступив у морганатичний шлюб з графинею Софією фон Панвіц, шлюб був бездітним;
- Анна Амалія (1723—1787) — одружена не була, дітей не мала;
- Фрідріх Генріх Людвіг (1726—1802) — був одружений з Вільгельміною Гессен-Кассельською, донькою Максиміліана Гессен-Кассельского і Фредеріки Шарлотти Гессен-Дармштадтської; дітей не мав;
- Август Фердинанд (1730—1813) — був одружений зі своєю племінницею Анною Єлизаветою Луїзою Бранденбург-Шведтською, донькою Фрідріха Вільгельма Бранденбург-Шведтського і Софії Доротеї Марії Прусської, яка народила від нього 7 дітей.